# 服務型遊戲
服務型遊戲（英語：Game as a Service，簡稱GaaS），又稱為即時在線服務遊戲（英語：Live Service Games）是一種電子遊戲商業模式，指遊戲發行之後，開發商通過後續營運推出新內容，讓玩家繼續遊玩遊戲和為新內容付費。

## 形式
服務型遊戲可以追溯到早期使用點卡收費並持續營運的網絡遊戲，在發行後推出追加下載內容和資料片的買斷制單機遊戲在廣義上也屬於服務型遊戲。網絡技術的進步讓遊戲更新和發行變得更為容易，加上電子支付服務日趨便利，降低了使用這種商業模式的門檻。其中手機遊戲開發商由於激烈的市場競爭，已經普遍採用這種模式，同時也衝擊了大量採用買斷制的遊戲主機及電腦遊戲開發商，並迫使一些大型遊戲公司轉型採用這種商業模式。當下主流的服務型遊戲收費模式是免費遊玩加上內購。
採用這類商業模式，通常可以提高留存玩家數量，玩家也能通過遊戲社區向開發商反饋意見，影響遊戲後續推出的新內容。部分遊戲公司會拓展遊戲之外的產品和服務，以加強玩家對遊戲的認同感，如推出遊戲相關周邊產品，舉辦官方活動，經營遊戲社區等。

## 影響及評價
服務型遊戲模式的流行成功擴大了電子遊戲市場，並且改變了玩家過去買斷遊戲的消費習慣。根據Digital River在2016年的調查顯示，這種商業模式讓電子遊戲產業產值翻了三倍。服務型遊戲降低了遊戲發行和遊玩成本，但是免費遊玩加內購的收費模式也給遊戲公司帶來較大的營運風險，遊戲一旦有後續營運失誤，可能損失所有投入和影響公司聲譽。此外由於服務型遊戲的玩法設計和營運策略會佔用玩家大量時間，同一類型遊戲容易出現赢者通吃現象。
藝電、動視暴雪、史克威爾艾尼克斯等大型遊戲公司都曾表示服務型遊戲是未來趨勢。索尼互動娛樂總裁吉姆·瑞安在一次採訪時表示發行商很青睞服務型遊戲，這種模式比PlayStation Plus這類訂閱模式更具發展潛力。维德布什证券的常務董事迈克尔·帕切特以藝電每年推出單機遊戲數量大幅腰砍舉例，表示很多遊戲公司減少推出單機遊戲試錯，轉而集中資源開發一款熱門的服務型遊戲，這導致一些老牌工作室在業務合併中關閉。
遊戲媒體批評開發服務型遊戲的遊戲公司有嚴重的加班問題，因為遊戲上線後需要持續推出新內容，開發人員為了追趕開發進度往往需要加班，Polygon採訪Epic Games負責服務型遊戲的開發人員披露，每週工作時間超過70小時，甚至100小時，還有持續數月每週每天工作12小時的情況。其次，遊戲媒體指出服務型遊戲這種商業模式，讓遊戲趨同質化和缺乏創新，玩家也失去遊玩的樂趣。觸樂wayaway評論員提到有開發商為了更快盈利只發佈半成品，留待後續更新才完善內容。遊戲時光評論員箱子更直言大多數服務型遊戲不是基於樂趣設計，而是「倾向于用金块、宝石和弹窗规训用户」。4Gamer.net編輯奧谷海人還提到遊戲開發商為了刺激消費，會讓付費玩家獲得更多優勢，出現「付費勝利」現象，破壞遊戲平衡性，降低一般玩家的遊戲體驗。